# Ђералдин Зивик
Ђералдин Зивик (шп. Géraldine Zivic; Буенос Ајрес, 7. децембар 1975) је глумица, модел и телевизијска водитељка српског порекла . До 15. године живела је у Аргентини, потом се преселила у Колумбију, чије је држављанство добила 1998. Позната је по улогама у разним теленовелама. Удата је за глумца Гонзала Виванка.

## Филмографија:
| Година:    | Српски назив:   | Оригинални назив: | Улога:                                       |
| ---------- | --------------- | ----------------- | -------------------------------------------- |
| 2011.      | /               |                   | Мина                                         |
| 2010.      | Забрањена љубав |                   | Кристина Миранда                             |
| 2009.      | Цена среће      |                   | Моника Сан Мигел                             |
| 2008—2009. | /               |                   | Каталина                                     |
| 2008—2009. | /               | (кол. верзија)    | Беа                                          |
| 2008.      | /               |                   | Карен                                        |
| 2007.      | /               |                   | Лаура, Патрисија                             |
| 2007.      | Тиемпо финал    |                   | Флоренсија                                   |
| 2007.      | /               | (кол. верзија)    | Нели, Ана Марија                             |
| 2006—2007. | /               |                   | Лина Ђепез                                   |
| 2005.      | /               |                   | Наталија                                     |
| 2003.      | /               |                   | Марија Елвира                                |
| 2003.      | /               |                   | Хазмин                                       |
| 2003.      | /               |                   | Бренда                                       |
| 1999.      | /               |                   | Исабел                                       |
| 1997.      | /               |                   | Маријана                                     |
| 1996.      | /               |                   | Лилијана Кастиљо / Валентина Урибе Мондрагон |
| 1996.      | /               |                   | Деворадора                                   |
| 1996.      | /               |                   | Дилсија                                      |
| 1995.      | /               |                   | Лаура                                        |
| 1994.      | /               |                   | Ђамил                                        |
| 1993.      | /               |                   | Тереса                                       |